# Upper Bear Creek
Upper Bear Creek es un lugar designado por el censo ubicado en el condado de Clear Creek en el estado estadounidense de Colorado. En el Censo de 2010 tenía una población de 1.059 habitantes y una densidad poblacional de 107,86 personas por km².

## Geografía
Upper Bear Creek se encuentra ubicado en las coordenadas 39°37′36″N 105°24′35″O / 39.62667, -105.40972. Según la Oficina del Censo de los Estados Unidos, Upper Bear Creek tiene una superficie total de 9.82 km², de la cual 9.8 km² corresponden a tierra firme y (0.16%) 0.02 km² es agua.

## Demografía
Según el censo de 2010, había 1.059 personas residiendo en Upper Bear Creek. La densidad de población era de 107,86 hab./km². De los 1.059 habitantes, Upper Bear Creek estaba compuesto por el 96.22% blancos, el 0.19% eran afroamericanos, el 1.13% eran amerindios, el 0.38% eran asiáticos, el 0% eran isleños del Pacífico, el 0.19% eran de otras razas y el 1.89% pertenecían a dos o más razas. Del total de la población el 1.79% eran hispanos o latinos de cualquier raza.